# D-brana
En física teórica, las D-branas son una clase especial de P-branas, nombradas en honor del matemático Johann Dirichlet por el físico Joseph Polchinski. Las condiciones de contorno de Dirichlet se han utilizado desde hace mucho en el estudio de líquidos y de la teoría del potencial, donde implican especificar una cierta cantidad a lo largo de toda una frontera. En la dinámica de fluidos, la fijación de una condición de límite de Dirichlet podía significar asignar una velocidad del fluido conocida a todos los puntos en una superficie; al estudiar electrostática, se puede establecer condiciones límite de Dirichlet por la fijación de los valores conocidos del voltaje en localizaciones particulares, como las superficies de los conductores. En cualquier caso, las localizaciones en las cuales se especifican los valores se llaman una D-brana. Estas construcciones adquieren importancia especial en teoría de cuerdas, porque las cuerdas abiertas deben tener sus puntos finales unidas a D-branas.
Las D-branas se clasifican típicamente por su dimensión, que es indicada por un número escrito después de la D. Una D0-brana es un solo punto, una D1-brana es una línea, una D2-brana es un plano, y una D25-brana llena el espacio hiper-dimensional considerado en la teoría de la cuerda bosónica.

## D-branas en teoría de cuerdas

### Fondo teórico
La mayoría de las versiones de la teoría de cuerdas implican dos tipos de cuerda: cuerdas abiertas con puntos finales desligados y cuerdas cerradas que forman lazos cerrados. Explorando las consecuencias de la acción de Nambu-Goto, queda claro que la energía puede fluir a lo largo de una cuerda, deslizándose hasta el punto final y desapareciendo. Esto plantea un problema: la conservación de la energía establece que la energía no debe desaparecer del sistema. Por lo tanto, una teoría consistente de cuerdas debe incluir lugares en los cuales la energía pueda fluir cuando deja una cuerda; estos objetos se llaman D-branas. Cualquier versión de la teoría de cuerdas que permite cuerdas abiertas debe incorporar necesariamente D-branas, y todas las cuerdas abiertas debe tener sus puntos finales unidos a estas branas. Para un teórico de cuerdas, las D-branas son objetos físicos tan "reales" como las cuerdas y no sólo entes matemáticos que reflejan un valor.
Se espera que todas las partículas elementales sean estados vibratorios de las cuerdas cuánticas, y es natural preguntarse si las D-branas están hechas de algún modo con las cuerdas mismas. En un sentido, esto resulta ser verdad: entre el espectro de las partículas que las vibraciones de la cuerda permiten, encontramos un tipo conocido como taquión, que tiene algunas propiedades raras, como masa imaginaria. Las D-branas se pueden imaginar como colecciones grandes de taquiones coherentes, de un modo parecido a los fotones de un rayo láser. 
Las cuerdas que están restringidas a D-branas se pueden estudiar por medio de una teoría cuántica de campos de 2 dimensiones renormalizable.

### Cosmología de Mundo de Branas
Esto tiene implicaciones en la cosmología, porque la teoría de cuerdas implica que el universo tienen más dimensiones que lo esperado (26 para las teorías de cuerdas bosónicas y 10 para las teorías de supercuerdas) tenemos que encontrar una razón por la cual las dimensiones adicionales no son evidentes. Una posibilidad sería que el universo visible es una D-brana muy grande que se extiende sobre tres dimensiones espaciales. Los objetos materiales, conformados de cuerdas abiertas, están ligados a la D-brana, y no pueden moverse "transversalmente" para explorar el universo fuera de la brana. Este panorama se llama una Cosmología de branas. La fuerza de la gravedad no se debe a las cuerdas abiertas; los gravitones que llevan las fuerzas gravitacionales son estados vibratorios de cuerdas cerradas. Ya que las cuerdas cerradas no tienen por qué estar unidas a D-branas, los efectos gravitacionales podrían depender de las dimensiones adicionales perpendiculares a la brana.

### Agujeros negros
Otro uso importante de D-branas ha sido el estudio de los agujeros negros. La teoría de D-branas permite asignar los estados cuánticos de los agujeros negros.